# Ara malý
Ara malý (Ara severus) je malý papoušek z rodu Ara.

## Taxonomie
Existují dva poddruhy ary malého. 
- Ara severus castaneifrons
- Ara severus severus

## Popis
Váží 300–380 g, dosahuje velikosti kolem 45 cm, z nichž přibližně polovina je délka ocasu.
Samec je celkově zelený, na temeni namodralý, čelo, brada a pruh na lících jsou kaštanově hnědé, vnější letky modré, okraj křídla a malé spodní krovky křídelní červené, velké spodní krovky křídelní olivově zelené. Ocasní péra červenohnědá, u kořene zelená, na špicích modrá. Spodní strana ocasu a letek tmavě oranžově červená. Nahá lícní oblast žlutobílá se čtyřmi řadami malých černých peříček, duhovka žlutá, zobák černý.
Samice má červený pás poněkud užší a méně intenzivně zbarvený.
Mláďata mají duhovku několik měsíců černou, pak se mění na žlutou. Mladí samečci již od prvého opeření mají čelo černé, samičky toto zbarvení získávají až ve druhém roce života.
Jejich hlas není příliš hlučný. Je to směs různých zvuků slabší intenzity, jedině při vyplašení se ozývají křikem, který je podobný křiku příbuzných druhů.

## Rozšíření
Obývá velkou část Střední a Jižní Ameriky od jihu Panamy přes Amazonii v Brazílii až po severní Bolívii.

## Prostředí
Arové malí obývají tropickou zónu podél toků řek a nejčastěji se zdržují v nejvyšších korunách stromů. 

## Potrava
Živí se různými plody, bobulemi a semeny. S oblibou vyhledávají fíky. Často zalétávají i na kukuřičné plantáže.

## Hnízdění

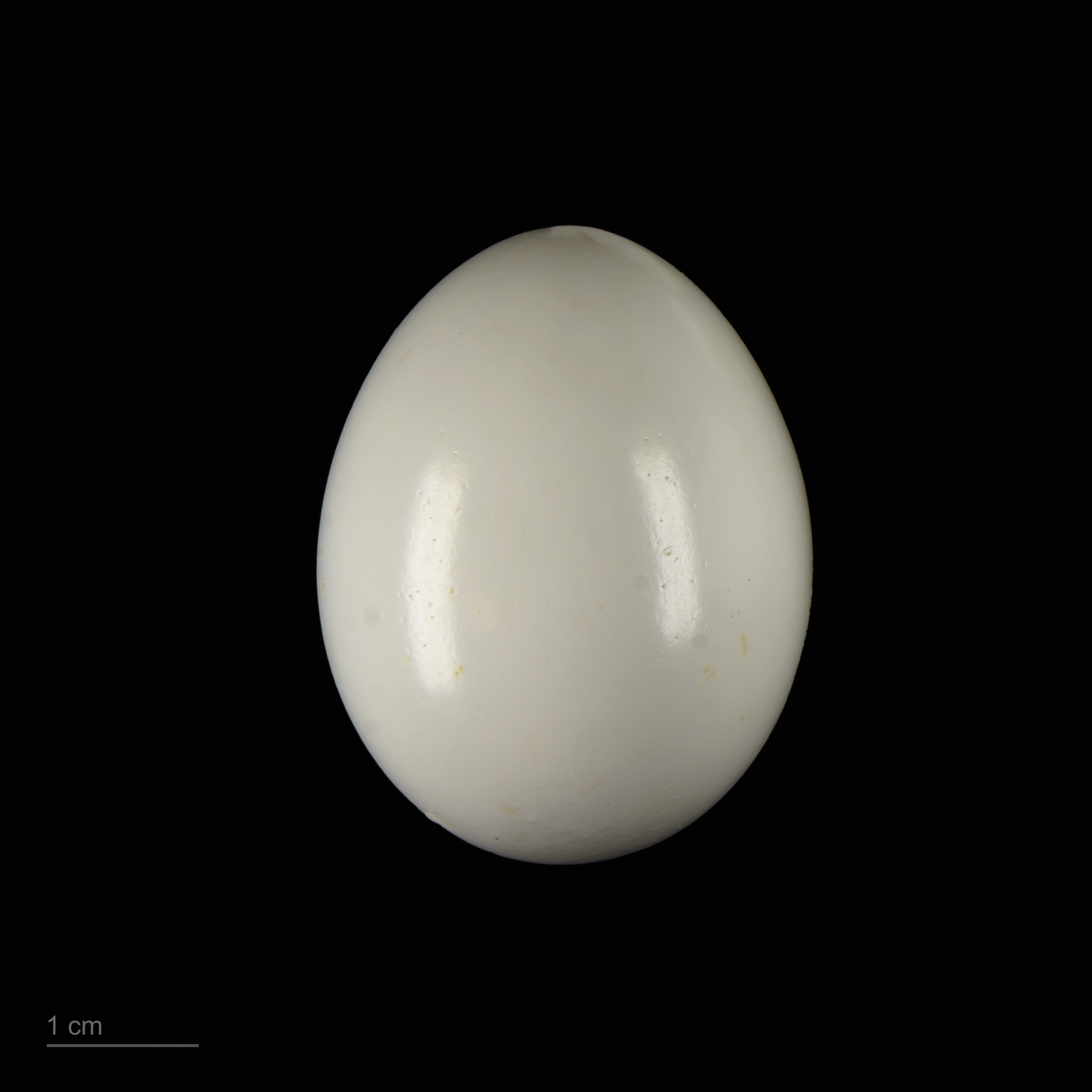
Ara severus

V Panamě hnízdí v únoru, v Surinamu od března do května. Hnízdí v dutinách stromů. Do hnízda klade 2 až 3 vejce. Přibližně po 10 týdnech mláďata hnízdo opouští. Ara malý se dožívá až 45 let.

## Galerie

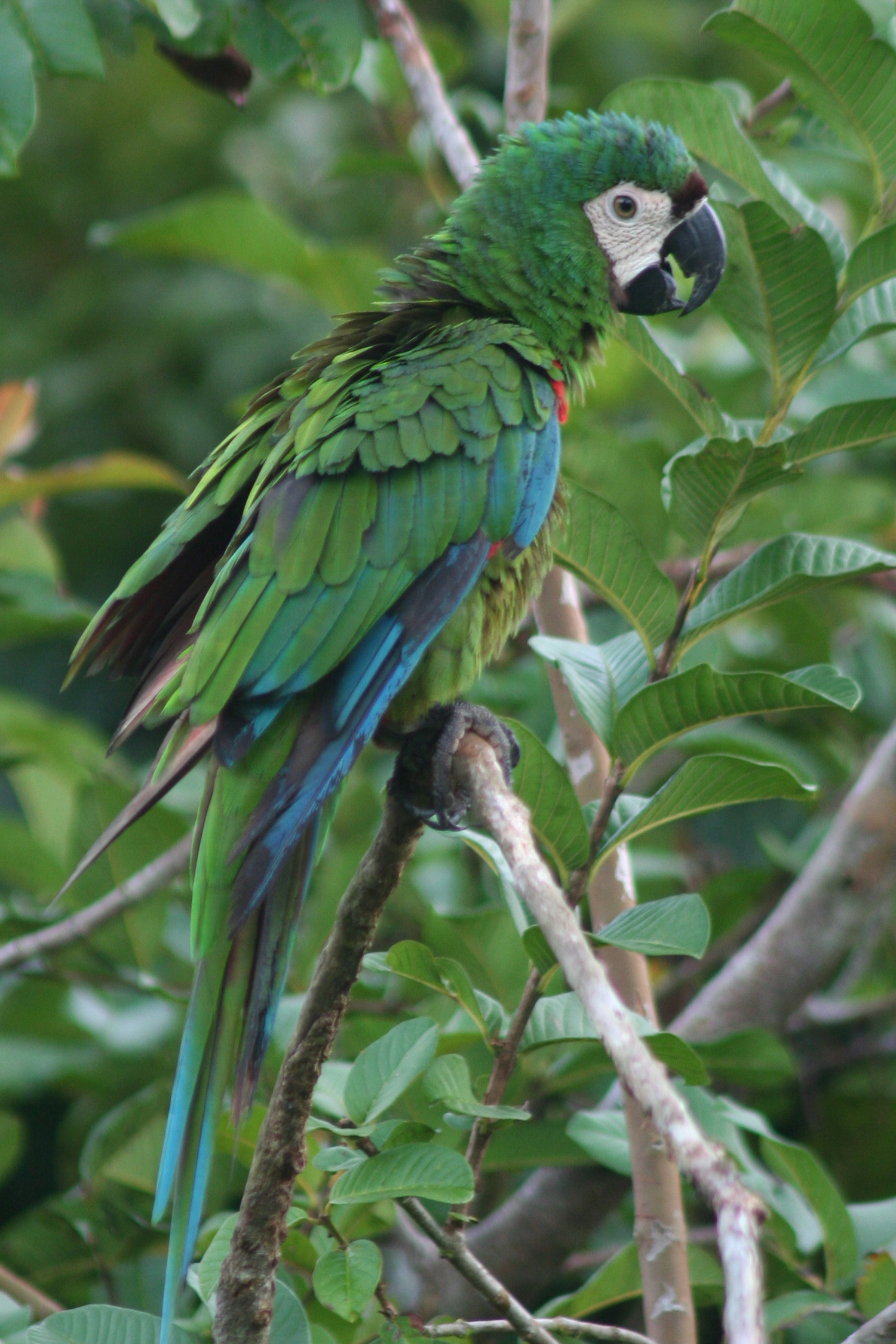
Ara severus
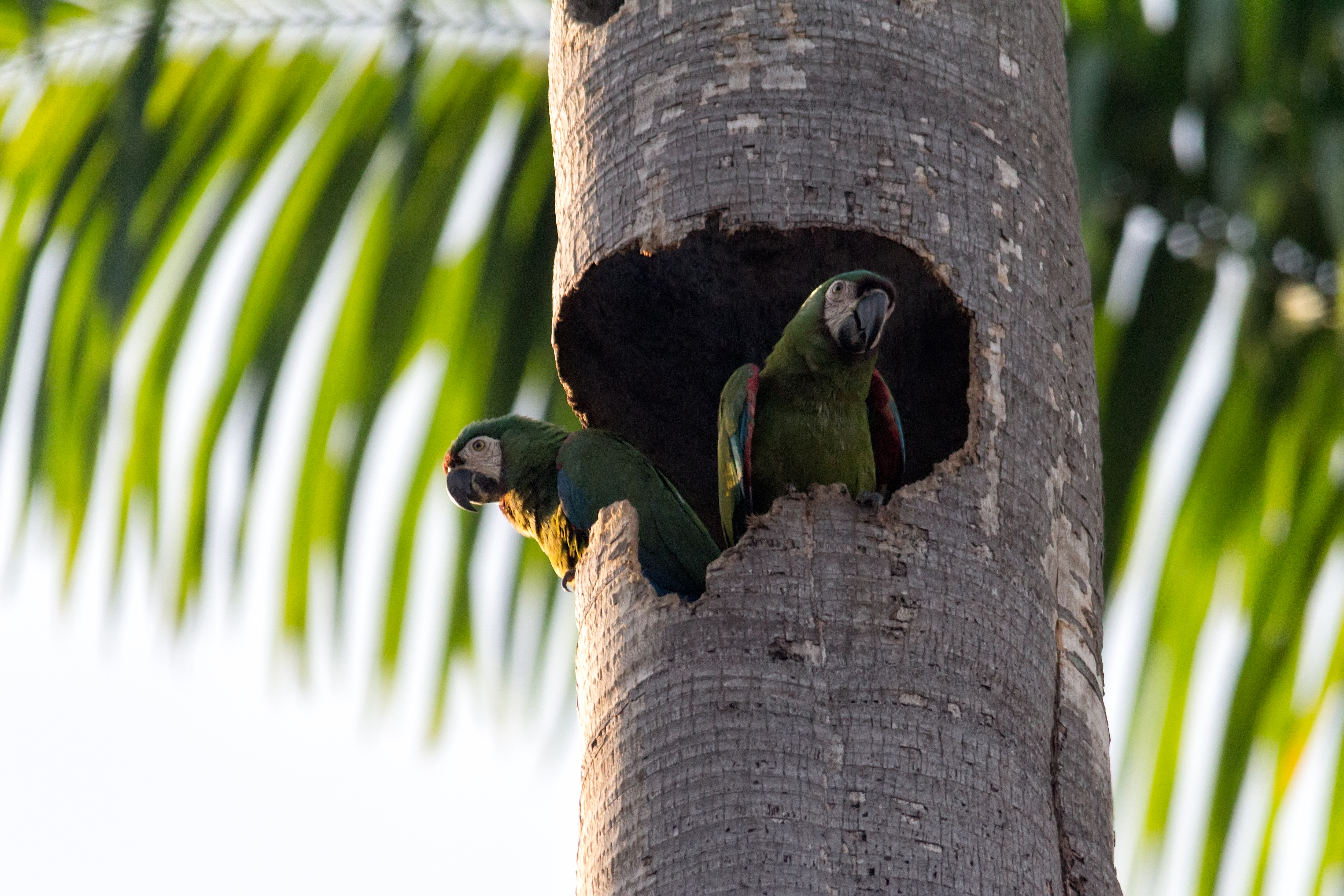
Ara severus
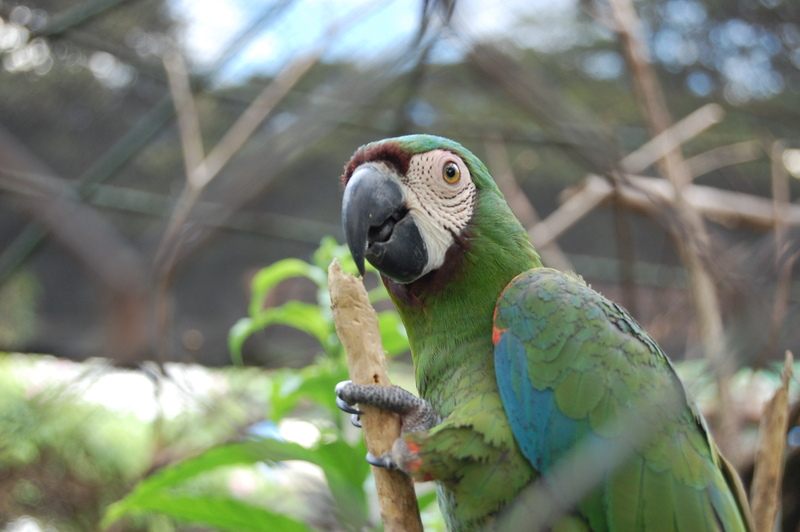
Ara severus
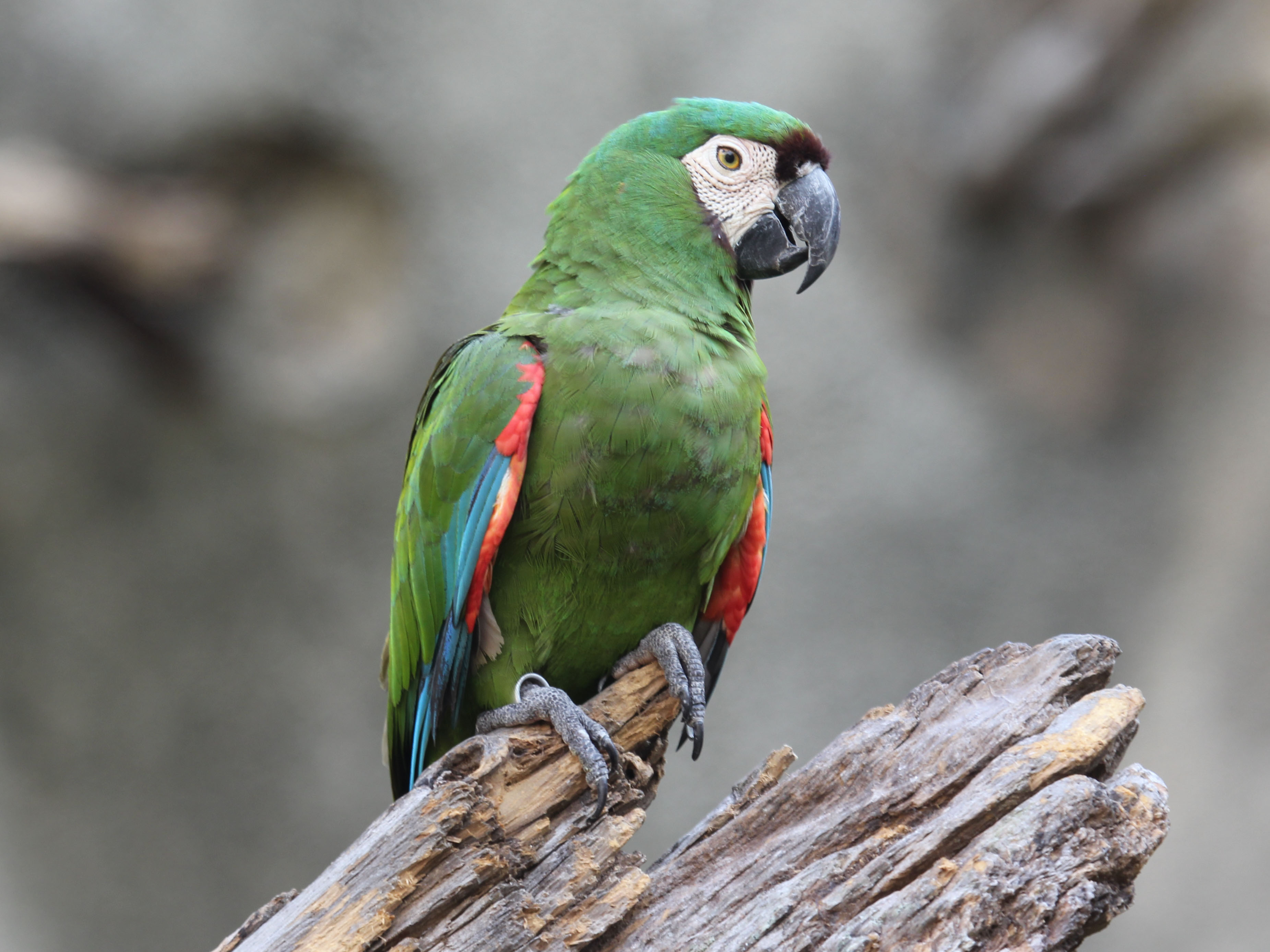
Ara severus
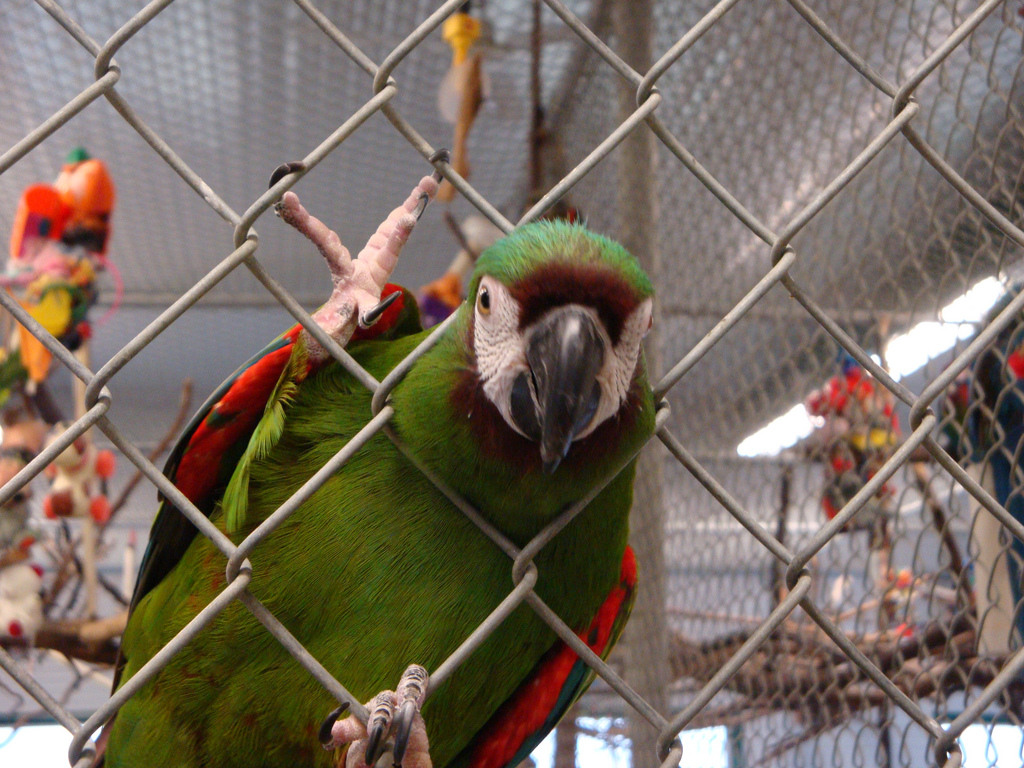
Ara severus